# Patrick Westerholm
Patrick Westerholm (født 2. januar 1975) er en tidligere finsk håndboldspiller og nuværende cheftræner for Bjerringbro-Silkeborg i Herrehåndboldligaen. Han har tidligere været assistenttræner for Team Esbjergs damer i sæsonen 2013/14 og cheftræner for SønderjyskEs kvindehold fra 2010-2013.. 
Han spillede for KIF Kolding i ni sæsoner, hvorefter han skiftede til Skjern Håndbold i 2005/06. I 2008/09 blev han spillende assistenttræner for den daværende 1. divisionsklub HC Midtjylland frem til 2009/10, hvorefter han erstattede Jan Laugesen som  cheftræner i SønderjyskE. 
Med KIF Kolding vandt han fire danske mesterskaber og tre pokaltitler.